# فهرست‌های گران‌ترین چیزها بر پایه گروه
فهرستی از فهرست‌های گران‌ترین چیزها.

## تجهیزات جانبی
- فهرست گران‌ترین ساعت‌های فروخته شده در حراج

## حمل و نقل
- فهرست گران ترین زیرساخت های حمل و نقل جهان
- فهرست گران‌ترین خودروهای فروخته شده در حراجی ها

## رسانه
- فهرست گران‌قیمت ترین کتاب ها و نسخه های خطی
- فهرست گران‌قیمت ترین عکس های سلبریتی ها
- فهرست گران ترین نام های دامنه
- فهرست پرهزینه‌ترین فیلم‌ها
- فهرست پرهزینه‌ترین موزیک ویدیوها
- فهرست گران ترین توکن های غیرقابل تعویض
- فهرست گران‌ترین نقاشی‌ها
- فهرست گران ترین اقلام فیلاتلیسی
- فهرست گران ترین عکس ها
- فهرست گران ترین ترانه‌های ضبط شده
- فهرست گران ترین مجسمه ها
- فهرست گران ترین کارت های ورزشی
- فهرست پرهزینه‌ترین بازی‌های ویدئویی

## مکان‌ها
- فهرست گران ترین شهرها برای کارمندان مهاجر
- فهرست گران ترین خیابان ها بر پایهٔ شهر

## پروژه‌ها
- فهرست گران ترین پروژه های عمومی ایالات متحده

## املاک
- فهرست گران ترین ساختمان ها
- فهرست گران ترین خانه های هنگ کنگ

## ورزش
- فهرست گران‌ترین نقل و انتقالات فوتبال
- فهرست گران ترین نقل و انتقالات بسکتبال
- فهرست گران ترین استادیوم ها

## اجتماع
- فهرست گران ترین طلاق ها